# Playlife

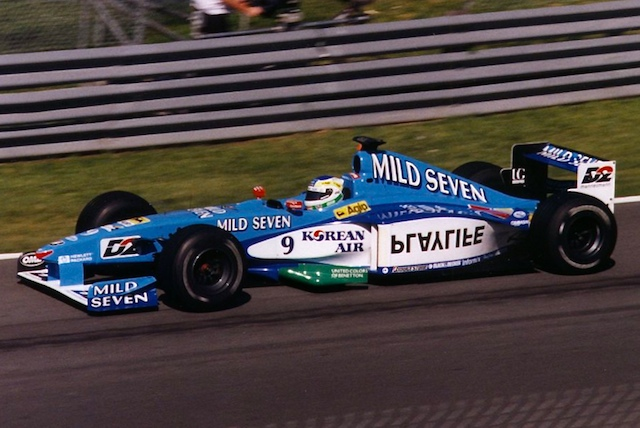
Logo van playlife op de F1-wagen van Giancarlo Fisichella in 1999

Playlife is een modefirma, gevestigd in Treviso, Italië. Het is een deel van Benetton en het sportlabel van de kledijproducent.
De firma gaf ook haar naam aan de motoren die het Formule 1-team van Benetton gebruikte van 1998 tot 2000. In principe was dit een Mecachrome (1998) en Supertec (1999 en 2000) motor die het etiket Playlife opgeplakt kreeg. De andere teams die de motoren gebruikten, Williams, BAR en Arrows, hielden vast aan de naam Mecachrome of Supertec.